# .be
.be és un domini de primer nivell territorial (ccTLD) de Bèlgica. Al novembre de 2022, hi havia 1.746.459 registrats nom de domini S utilitzant-lo.
La demanda d'alguns partits polítics flamencs d'obtenir el domini.vl (per Vlaanderen, Flandes en neerlandès) no ha prosperat (sols els estats membres de l'ONU obtenen dominis de dues lletres). L'octubre de 2008 el parlament flamenc va expressar el seu propòsit d'obtenir un domini de tres lletres (.vla, .vln o .fla.).